# Neastacilla spinifera
Neastacilla spinifera là một loài chân đều trong họ Arcturidae. Loài này được Nunomura miêu tả khoa học năm 2006.